# Пантональность
Пантона́льность (англ. pantonality, от др.-греч. πᾶς «весь» / «всякий» и «тональность»), омнитональность (от лат. omnis весь, всякий) — вид расширенной тональности, для которого специфична многозначность тоники при отсутствии сквозного тонального тяготения: каждый раздел пантональной музыки воспринимается как тонально определённый, однако, единого высотного центра (и соотнесённой с ним периферии) нет.
Термин «пантональность» применяют по отношению к ранней музыке (до начала 1920-х гг.) А. Шёнберга и А. Берга, к некоторым сочинениям П. Хиндемита, И. Ф. Стравинского и С. С. Прокофьева, особенно для характеристики музыки Б. Бартока.

## Краткая характеристика
«Пантональная» музыка воспринимается как непрерывная серия сдвигов от одной тональности к другой. Каждый отдельный момент такой музыки может трактоваться как принадлежащий одной или нескольким тональностям одновременно. Притом что единого и сквозного тонального тяготения (присущего классической мажорно-минорной тональности) нет, участки композиции трактуются всё же как тональные, с местными тониками — созвучиями, выступающими в функции местного тонального центра.

## Исторический очерк
Термин «пантональный» (нем. pantonal) употребил (единожды, в сноске) Шёнберг в «Учении о гармонии» (1922), предлагая его взамен (негативного, по его мнению) термина «атональный» (нем. atonal). «Пантональна» в его понимании (его же) додекафонная композиция, которую следует воспринимать вне всякой связи с «тяготениями и разрешениями», «централизацией» и прочими свойствами, присущими (традиционной) мажорно-минорной тональности. К паре терминов atonal / pantonal Шёнберг вернулся в статье 1927 года, где толковал звуковысотную систему «пантональной» музыки как "Beziehung aller Töne zueinander ohne Rücksicht auf die jeweiligen Bildungen und Verbindungen, gewährleistet durch den Umstand des gemeinsamen Ursprunges". В том же 1927 году, разъясняя точку зрения Шёнберга, немецкий музыковед Л. Дойч писал: «Всё, что основывается на звукоряде, есть „тональность“, в музыкальные события она может быть только включена, но не исключена. Не „атональность“, а „пантональность“ лежит в основе новой музыки». 
Понятие пантональности (англ. pantonality) (но не в смысле звуковысотной «тональности» додекафонной музыки, а в смысле вида расширенной тональности) разработал американский музыковед (сербского происхождения) Рудольф Рети в книге «Тональность, атональность, пантональность» (Лондон, 1958; рус. перевод со 2-го издания книги Рети в 1968). Рети иллюстрирует своё понимание пантональности примерами из музыки XX века, в том числе, фортепианной сонатой № 2 Ч. Айвза (часть IV «Торо») и собственным сочинением «Мёртвый оплакивает живого» (для фортепиано).
Ещё в книге 1844 г. об «омнитональном строе» (фр. ordre omnitonique) гармонии много писал Ф.-Ж. Фетис. Самой характерной особенностью омнитональной гармонии Фетис считал энгармоническую модуляцию. Близкий к «пантональности» по смыслу термин «омнитональность» использовал русский композитор А. М. Авраамов в статье 1916 года.
Истоки пантональности XX века — в позднеромантической музыке (поздние сочинения А. Н. Скрябина, Н. А. Римского-Корсакова, Ф. Листа), для которой, в частности, характерно преобладание колорита созвучия над его (тональной) функцией. Так, показательна трактовка мягкодиссонирующих аккордов — уменьшённого септаккорда, малого мажорного и малого («с уменьшённой квинтой») септаккордов, увеличенного трезвучия и некоторых других:
1. аккорд (если необходимо, переключаемый энгармонически) трактуется во всех двенадцати высотных позициях в обоих тональных ладах (мажоре и миноре);
2. в пределах любой тональности аккорд данной структуры может найти место практически на каждой ступени хроматической гаммы.

## Пантональность и атональность
По одной точке зрения (Harvard Dictionary of Music), пантональность является синонимом атональности. По другой точке зрения (Музыкальный словарь Гроува, Ю. Н. Холопов, Л. О. Акопян и др.), пантональность не тождественна атональности.